# Speicher und Mietshaus Hohe Straße 1

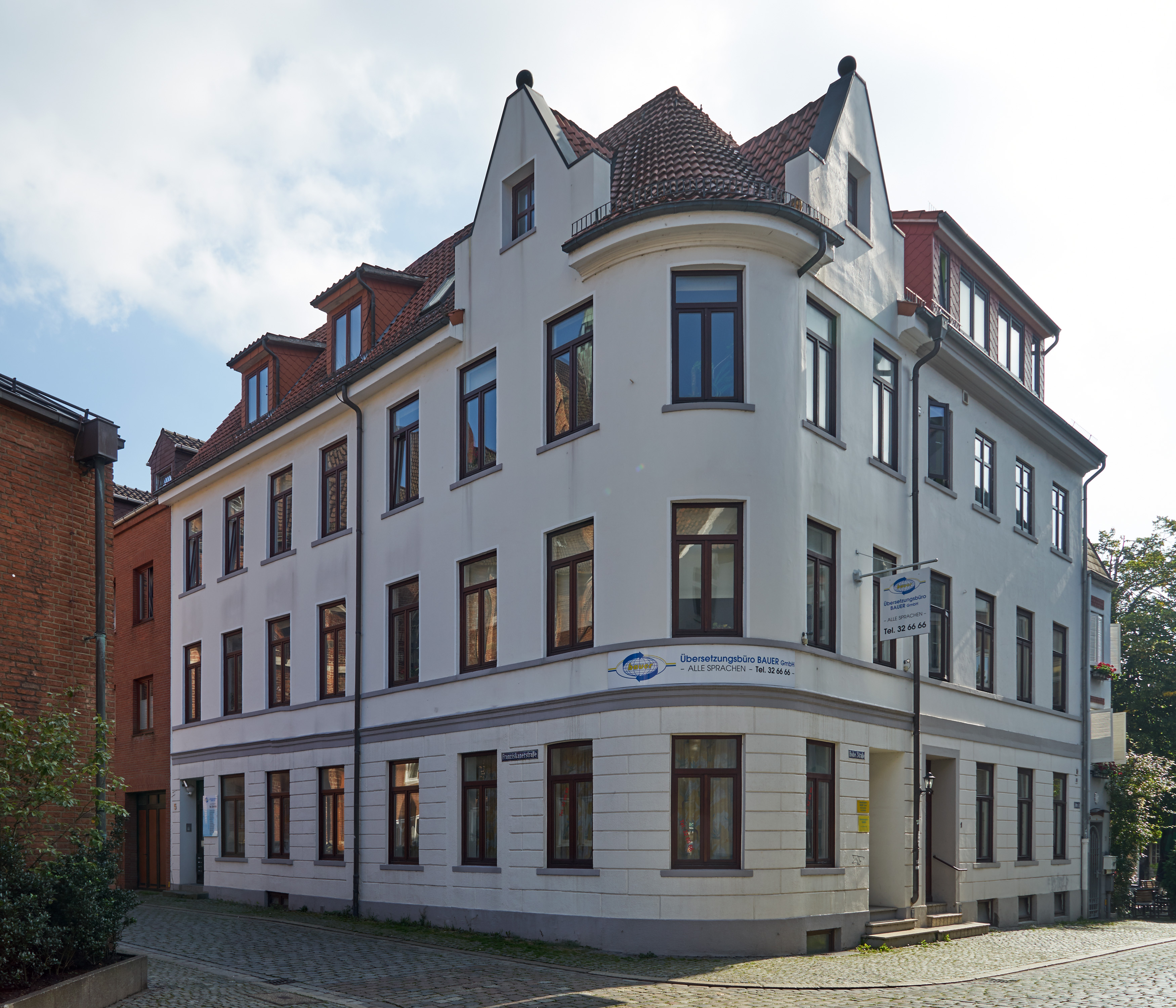
Hohe Straße 1: rechts

Das GebäudeSpeicher und Mietshaus Hohe Straße 1 befindet sich in Bremen-Mitte im Schnoorviertel, Hohe Straße 1. Es entstand um 1845.
Das Gebäude steht seit 1973 unter Bremer Denkmalschutz.

## Geschichte
Die ursprüngliche Bevölkerung des Schnoors bestand überwiegend aus Flussfischern und Schiffern. In der Epoche des Klassizismus und des Historismus entstanden von um 1800 bis 1890 die meisten oft kleinen Gebäude. Im weiteren Verlauf wurde es zum Arme-Leute-Viertel, das in weiten Bereichen verfiel – vor allem nach dem Zweiten Weltkrieg.
1959 wurde von der Stadt ein Ortsstatut zum Schutz der erhaltenswerten Bausubstanz beschlossen. Die Häuser wurden dokumentiert und viele seit den 1970er Jahren unter Denkmalschutz gestellt. Ab den 1960er Jahren fanden mit Unterstützung der Stadt Sanierungen,  Lückenschließungen und Umbauten im Schnoor statt.
Das dreigeschossige, geputzte Haus mit einem Satteldach wurde 1845 in der Epoche des Historismus als Speicher gebaut. Hier wurde hauptsächlich Tabak gelagert. Die bremischen Häfen und die Tabakindustrie verlagerten sich nach Westen und ein Speicher an diesem Ort war nun nicht mehr sinnvoll. 1924 wurde das Haus deshalb zum Wohnhaus umgebaut. Dabei mussten alle alten Deckenluken geschlossen werden. 1976 wurde das Haus aufwändig saniert und umgebaut. Die Innenwände im Erdgeschoss und im 2. Obergeschoss wurden entfernt und neue Unterzüge leiteten die Traglasten auf die Außenwände ab. Im Dachgeschoss erfolgte der Einbau von Wohnungen mit gestalterisch störenden späteren Dacherkern. Das Haus bildet mit dem prägnanten Wohnhaus Franziskanerstraße 5 von nach 1837 eine gestalterische Einheit.

Heute (2018) wird das Haus zum Wohnen genutzt.
Die kurze Hohe Straße mit den schon damals im Schnoor höheren Gebäuden führt zur Franziskanerstraße.
Der Name Schnoor (Snoor) bedeutet Schnur: Er kam durch das Schiffshandwerk und der Herstellung von Seilen und Taue (= Schnur).